# Velocidad de entrada en pérdida
La velocidad de entrada en pérdida o simplemente velocidad de pérdida, es la velocidad mínima a la que una aeronave es capaz de volar manteniéndose en el aire, es decir, consiguiendo una sustentación que sea capaz de igualar su peso y así no perder altura.

Proceso de entrada en pérdida de un perfil de ala: el flujo turbulento no sustentador aparece en amarillo

Cuando una aeronave disminuye la velocidad a la que vuela mediante corrección del ángulo de ataque, (palanca hacia atrás) manteniendo fijo el empuje de los motores,  la sustentación aumenta progresivamente, pero a la vez se va desplazando adelante el punto de generación de la capa turbulenta que no es sustentadora. Si se sigue aumentando el ángulo de ataque (reduciendo la velocidad) progresivamente se llega a un punto en el que se alcanza la entrada en pérdida, momento en el cual la Sustentación desaparece más o menos bruscamente, según el tipo de Perfil aerodinámico en cada caso. 
La velocidad de entrada en pérdida depende de la configuración en la que se encuentra la aeronave. Por ejemplo, en configuración de aterrizaje (con los dispositivos hipersustentadores deflectados al máximo) se consigue que la velocidad de entrada en pérdida del avión sea mínima, o lo que es lo mismo: la aeronave en configuración de aterrizaje será capaz de volar lo más lento posible manteniéndose en el aire.